# Sowerbyella polaripustulata
Sowerbyella polaripustulata är en svampart som beskrevs av J. Moravec 1985. Sowerbyella polaripustulata ingår i släktet Sowerbyella och familjen Pyronemataceae.   Inga underarter finns listade i Catalogue of Life.